# Adema
Adema е петчленна група от град Бейкърсфилд, щата Калифорния, САЩ.
Те пожънват умерен успех по време на „ню метъл ерата“ с техния дебютен албум Adema, който постига златен статус в САЩ.

## История
Adema е сформирана през 1998 с членове Марк Чавес, Майк Рансъм Дейв Деро, Тим Флюки и Крис Колс. Групата става част от голям лейбъл, като след продължителни усилия те подписват с Arista Records. Групата издава първия си албум с името Adema на 21 август 2001 в Съединените щати. Първите два сингъла от албума, Giving In и The Way You Like It, им помагат да продадат над 600 хиляди копия. След големия успех на албума групата става част от Озфест през 2002, като е една от популярните групи на феста.
След големия успех с дебютния си албум, Adema издава два албума, които постигат ограничен успех Insomniac's Dream (2002) EP, продава само около 50 хил. копия, докато Unstable (2003) продава около 110 хиляди. След пускането на Unstable (2003) групата губи един от китаристите си Майк Рансъм, който напуска Arista Records малко преди музикалната компания да издаде албума.
Бившият водещ вокалист на групата, Марк Чавес, е полубрат на Джонатан Дейвис, вокалът на Корн. Когато групата е основана, имало много критики за пропагандиране на тяхната връзка само и само да се обърне внимание на Adema. През септември 2004, Чавес напуска групата и става водещ вокал на групата Midnight Panic.
Adema пуска третия си албум Planets, в САЩ на 5 април 2005, от Earache Records. В албума участва Luke Caraccioli, който заменя напусналия Чавес. Първият сингъл от Planets – Tornado е пуснат през март 2005. Вторият сингъл е Planets, пуснат през септември 2005. Продажбите на албума са по-високи от двата предишни.
На 25 октомври 2005, Luke Caraccioli информира групата, че той вече не може да бъде част от нея и напуска. Според басиста Дейв Деро, Люк е мислел да напусне групата много преди това да се обяви, казвайки, че се чувствал предаден. Няколко дена след напускането на Caraccioli той и басистът Дейв Деро разгорещено разискват защо е напуснал в официален сайт на Adema.
През това време Adema води разговори с бившия си вокалист Марк Чавес и според басиста Деро групата и Чавес са отново в добри взаимоотношения. Двете страни водели разговори за вероятното завръщане на Чавес като техен основен вокал, дори са записани няколко песни за кратък период, но нищо повече не е известно за този период.
На 10 март 2006 Adema обявява в техния MySpace blog, че са наели Боби Рийвс, фронтмен на групата от Лос Анджелис „LEVEL“, като техен нов вокалист, както било по-рано разгласено в техния сайт. На 1 август 2006 бившият китарист на „LEVEL“ Ед Ферис е обявян за втори китарист на Adema.
Adema записва песни за техния нов албум, който да бъде пуснат в близко бъдеще. В изпълнения на живо Рийвс пее също така предишни песни на Adema, пети от Чавес както и от Caraccioli. Групата няма подписан договор с лейбъл. Турне на Adema започва в Щатите през 2010 г.
Демо, озаглавено Somethin' Better, може да бъде чуто в сайта на групата. Демото е първият запис, откакто Рийвс и Фарис се присъединяват към групата. Още три демо песни – Human Nature, Out Alive и Los Angeles са качени в Myspace. Adema снима музикален видеоклип Human Nature в Холивуд.

## Членове

### Сегашни
- Марк Чавез (вокал)
- Тим Флюки (китари)
- Майк Рансъм (китари)
- Дейв Деро (бас китари)
- Крис Колс (барабани)

## Дискография

### Албуми
- Adem, 21 август 2001
- Insomniac's Dream EP, 2002
- Unstable, 12 август 2003
- Planets, 5 април 2005
- Kill the Headlights, 26 юни 2007

### Сингли
- Giving In, 2001
- The Way You Like It, 2001
- Freaking Out, 2002
- Immortal, 2002
- Unstable, 2003
- Promises, 2003
- Tornado, 2005
- Planets, 2005
- Cold and Jaded, 2007
- All These Years, 2008

### Музикални клипове
- Giving In, 2001
- The Way You Like It, 2002
- Immortal, 2002
- Unstable, 2003
- Tornado, 2005
- Planets, 2005
- Human Nature, 2007